# Elverum, Innlandet
Elverum este un oraș situat în partea de sud-est a Norvegiei, în provincia Innlandet. Este localitatea de reședință a comunei omonime. Are o suprafață de 10,47 km² și o populație de 14.081 locuitori (2013) . Până la data de 1.1.2020 a aparținut provinciei Hedmark.